# Wilhelm Ergert (Politiker)
Wilhelm Ergert (* 20. November 1819 in Gabel; † 15. Februar 1892 in Gabel) war ein österreichischer Tuch-Fabrikant und Bürgermeister der Stadt Gabel in Böhmen.

## Leben
Ergert war Sohn des Wenzel Ergert, Tuchfabrikanten und Besitzers der 1785 gegründeten „k.k. landesbefugten Cotton- und Tüchelfabrik Franz Ergert & Sohn“ in Gabel.
Nach Unterrichtung durch Hauslehrer studierte Ergert an der Universität Prag. Während dieser Zeit wurden ihm bereits Aufgaben in der Prager Niederlassung des väterlichen Unternehmens übertragen. Mitte der 1840er Jahre übernahm er eine leitende Position in der Fabrik in Gabel und 1847 die gesamte Unternehmensführung.
Die Familie Ergert galt als Patrizierfamilie der Stadt mit entsprechendem politischen Einfluss. So folgte auch Ergert in Ämter, die bereits sein Großvater Franz Ergert und sein Vater innehatten: er wurde Offizier des Gabler Schützenkorps und Mitglied des Stadtrates. Ein Vetter Ergerts, Anton Ergert, war ab Mitte der 1850er Jahre ebenfalls Mitglied des Stadtrats.

## Bürgermeister
Ergert übernahm 1850 zum ersten Mal die Geschäfte des Bürgermeisters. Das Amt musste er allerdings nach etwas über einem Jahr wieder abgeben. Er blieb für die nächsten Jahre erster Stadtrat, zwischenzeitlich mit der Funktion des stellvertretenden Bürgermeisters. Im Jahre 1858 gelang es ihm, die Stelle des Bürgermeisters wiederzuerlangen. Er blieb bis 1871 im Amt und gehört damit zu den Bürgermeistern der Stadt mit der längsten Amtszeit.
Ergert war ein sehr aufgeschlossener und moderner Bürgermeister, unter dessen Verwaltung in Gabel ein neuer Geist Einzug hielt und neue Errungenschaften umgesetzt wurden. Während seiner Amtszeit sind unter seiner Mitwirkung die Gründung des Sängervereins „Eintracht“ (1862), des Deutschen Turnvereins (1863), dessen erster Vorstand er war, und der Freiwilligen Feuerwehr (1865) erwähnenswert. 1871 wurde das neue Bügerschulgebäude eingeweiht, dessen Bau er 1870 veranlasst hatte.
1866 war die Stadt Gabel vom Preußisch-Deutschen Krieg betroffen. Am 25. Juni 1866 rückten 18.000 preußische Soldaten unter General Herwarth von Bittenfeld in die Stadt ein, wo sie auch Quartier beziehen sollten. Nach diesen Truppen folgten weitere. Jedes Haus war überbelegt, Lebensmittel, Bier, Futter und Stroh wurden massenhaft requiriert. Nach zwei Tagen wurden die Lebensmittel knapp. Daraufhin kam es zu Übergriffen der preußischen Soldateska. Zur Vermeidung von Handgreiflichkeiten oder Diebstählen patrouillierten daher die Mitglieder des städtischen Schützenkorps unter Befehl Ergerts als Polizeiwache durch die Stadt. Nach einer Beschwerde Ergerts gegenüber dem Besatzungskommandanten suchten die Preußen immerhin in geregelten Kommandos nach Lebensmitteln. Dabei entdeckten sie eine österreichische Husarenuniform, was zu einer großen Aufregung führte. Es wurde das Standrecht verhängt und ein mutmaßlicher österreichischer Husar als Spion zum Tode verurteilt. Durch Verwendung Ergerts bei General Herwarth konnte dessen Erschießung jedoch verhindert werden. Später ließ man ihn auf Ergerts Geheiß aus dem Stadtgefängnis im Rathaus entwischen.
Ergert wirkte während der gesamten Zeit der Besatzung unermüdlich als Vermittler und führte die Verhandlungen mit den preußischen Militärs so geschickt, dass manch harte Auflage abgewandt oder abgemildert werden konnte. Bei Abzug der Preußen am 30. Juni erhielt Ergert sogar ein Dankesschreiben des letzten Stadtkommandanten für sein freundliches Entgegenkommen.
Am 31. Oktober reiste Ergert mit den wichtigsten Vertretern der Stadt zu einer Audienz bei Kaiser Franz Joseph nach Reichenberg. Ihm gelang es, die Bewilligung für einen Vorschuss für die Kriegsschäden und einen höheren Geldbetrag für die Armen der Stadt zu erlangen. Der Kaiser sprach Ergert persönlich und später nochmals per Erlass der ganzen Stadtvertretung und der Bürgerschaft seine allerhöchste Zufriedenheit aus. Für seine Leistungen während der Zeit der preußischen Besatzung wurde Ergert mit dem Goldenen Verdienstkreuz mit der Krone ausgezeichnet. Er erhielt zudem eine Urkunde, in der Erzherzog Albrecht ihm die Anerkennung für seine patriotische Haltung gegenüber dem österreichischen Militär aussprach, was einer militärischen Auszeichnung gleichkam. Ebenso erhielt er eine Auszeichnung vom sächsischen König für die Aufnahme und Versorgung sächsischer Verwundeter nach der Schlacht bei Königgrätz durch die Stadt. Die Stadt ehrte ihn zum Dank für seinen Einsatz mit einem großen Festakt zur Ordensdekoration.
Mit der Niederlegung seines Amtes als Bürgermeister erhielt er 1872 noch den Franz Joseph-Orden.

## Schützenkommandant
Von frühester Jugend war Ergert Mitglied des seit 1577 nachweislich bestehenden Gabler „k.k. privilegierten Scharfschützenkorps“, dessen Kommandant bis 1847 sein Vater war. Seit 1847 Oberleutnant und 1851 zweiter Hauptmann, wurde er 1863 erster Hauptmann und Kommandant des Korps. Das Korps war zu seiner Zeit mit einer Zahl von über hundert bewaffneten Schützen eines der größten in Böhmen. Seit 1862 war Ergert zudem Ehrenmitglied des Zwickauer Schützenkorps.
Während seiner Zeit als Kommandant konnte Ergert viele Neuerungen und Privilegien, insbesondere gegenüber der Bezirksregierung durchsetzen. Z. B. erhielt das Schützenkorps 1870 hundert moderne Jägerstutzen mit Haubajonett. Das Schützenkorps war damit wie eine Truppe der regulären Armee ausgestattet (man sprach daher bei Schützenkorps dieser Größe auch von "Habsburgs heimlichen Regimentern"). 1873 gelang es Ergert für das Schützenkorps die allerhöchste Genehmigung zum Führen einer gelben Fahne mit kaiserlichem Doppeladler zu erhalten. Dieses Privileg hatte bereits sein Großvater Franz Ergert für das Schützenkorps erwirkt, welches aber 1838 bei der Umstrukturierung aller Schützenkorps des Kaisertums wieder entzogen wurde. Die neue Fahne erhielt das Schützenkorps von Kaiser Franz Joseph als Geschenk und Erzherzogin Valerie fungierte als Fahnenpatin. Beim großen Schützenfestakt, der Fahnenweihe, im August 1873 wurde Ergert als Kommandanten die kaiserliche Fahne mit einem Fahnenband mit der Devise „Altbewährt und treu“ feierlich überreicht.
Im Dezember 1874 trat Ergert aufgrund eines schweren Unfalls als Schützenkommandant zurück, wurde aber durch Beschluss der Mitglieder zum Ehrenhauptmann erklärt.